# Будинок глухої жінки та дзвіниця в Ераньї
Будинок глухої жінки та дзвіниця у Ераньї ( англ. The House of the Deaf Woman and the Belfry at Eragny) — картина, котру створив французький художник Каміль Піссарро 1886 року.

## Короткий відхід від імпресіонізму у Піссарро

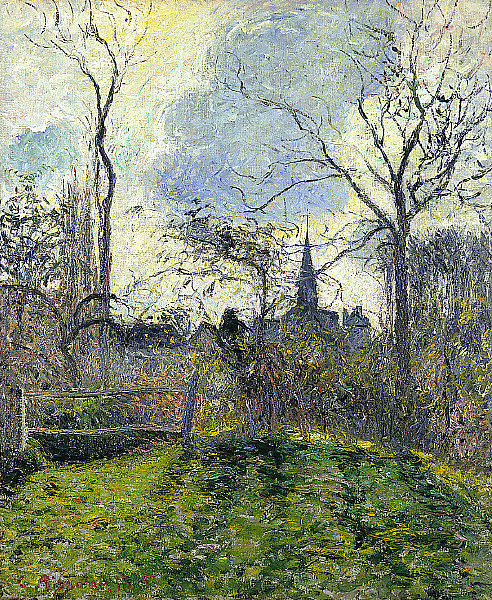
Каміль Піссарро. «Дзвіниця у Беланкурі», 1885 р. Художній музей Сен-Луіса, США

Каміль Піссарро був найстарішим серед тих, кого нині називають французькими імпресіоністами. Однак він прийшов до технологій імпресіонізму через суто реалістичні методи праці і зацікавленість до творів Жана-Франсуа Мілле, рідкісного серед французьких художників, що свідомо звернувся до висвітлення важкого життя селян Франції, співчуття до їх долі. Все це одразу поставило творчість Каміля Піссарро окремо і на демократичні, неакадемічні основи.
На період середини 1880-х рр. Піссарро відчував невдоволення мотодою імпресіоністів з їх бессюжетністю і милуванням мінливостями реальності. Розпочався його відхід від технологій імпресіонізму. 1885 року він познайомився з Полем Сіньяком та Жоржем Сьора. Обидва спирались на реналітничну методу, але суху і помітно наукову, методу створення зображень малими мазками як у мозаїках. Засіб отрмв назву пуантилізм. Засіб не настільки відрізнявся від технологій імпресіонізму, щоби називати його революційним чи доволі відмінним. Для Піссарро він здався цікавим і роки 1885-1888 художник провів у його вивченні і запровадженні у власну художню практику.

## Опис твору
Глуха жінка була сусідкою родини Піссарро, коли вони мешкали в Ераньї. Зробити пейзаж із земельною ділянкою сусідки було не важко, позаяк це не вимагало додаткової платні. До того ж краєвид виявився цікавим, позаяк за будинком сусідки було видно дзвіницю місцевої церкви.
На першому плані — зображення порожньої галявини. Трійка дерев нещодавно висаджена і вони ще мають підпори для захисту від буревіїв. За деревами — сільські будинки з дахами, критими червоною черепицею. Домінантами у краєвиді слугують велике дерево ліворуч та сільська дзвіниця праворуч.

## Історія придбання картини
Картина востаннє була на виставці у 1918 році, а потім зберігалась у приватній збірці. 2002 року завдяки фінансовій підтримці невідомого, закупівельний відділок музею отримав можливість придбати названий твір. Керівництво мало можливість бачити лише чорно-біле фото твору. Головний зберігач музею Еллен Лі вимусила відвідати Західну Європу і побачити твір на власні очі аби переконатися в оригінальності твору.
Еллен Лі виїздила навіть у село Ераньї у Нормандії, де побачила краєвид і сільську церкву, котрі існували дотепер.
Візит був вдалим, твір виявився оригіналом і придбання картини для музею відбулося.

## Галерея картин, створених Піссарро у Ераньї

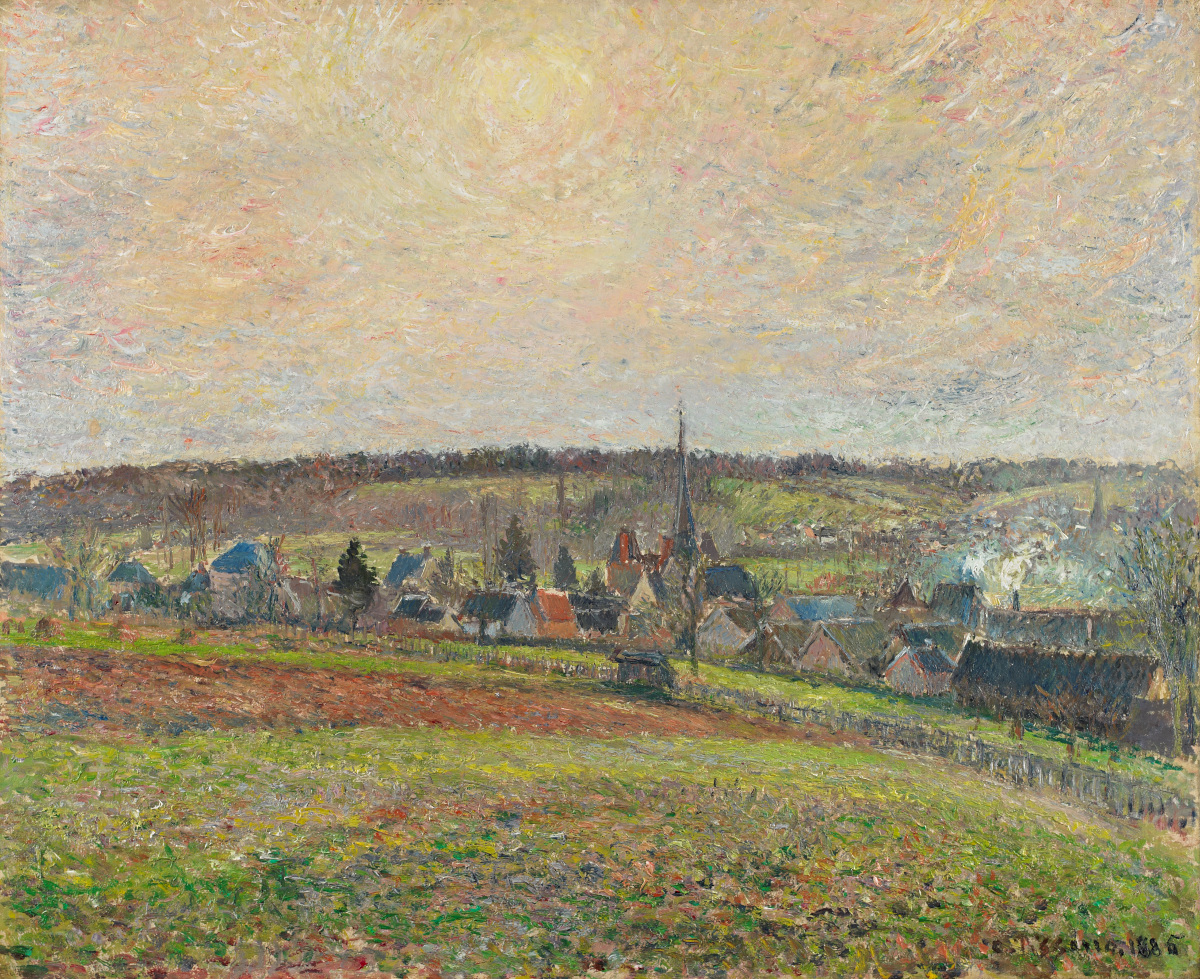
Каміль Піссарро. «Краєвид села Ераньї», 1885 р.

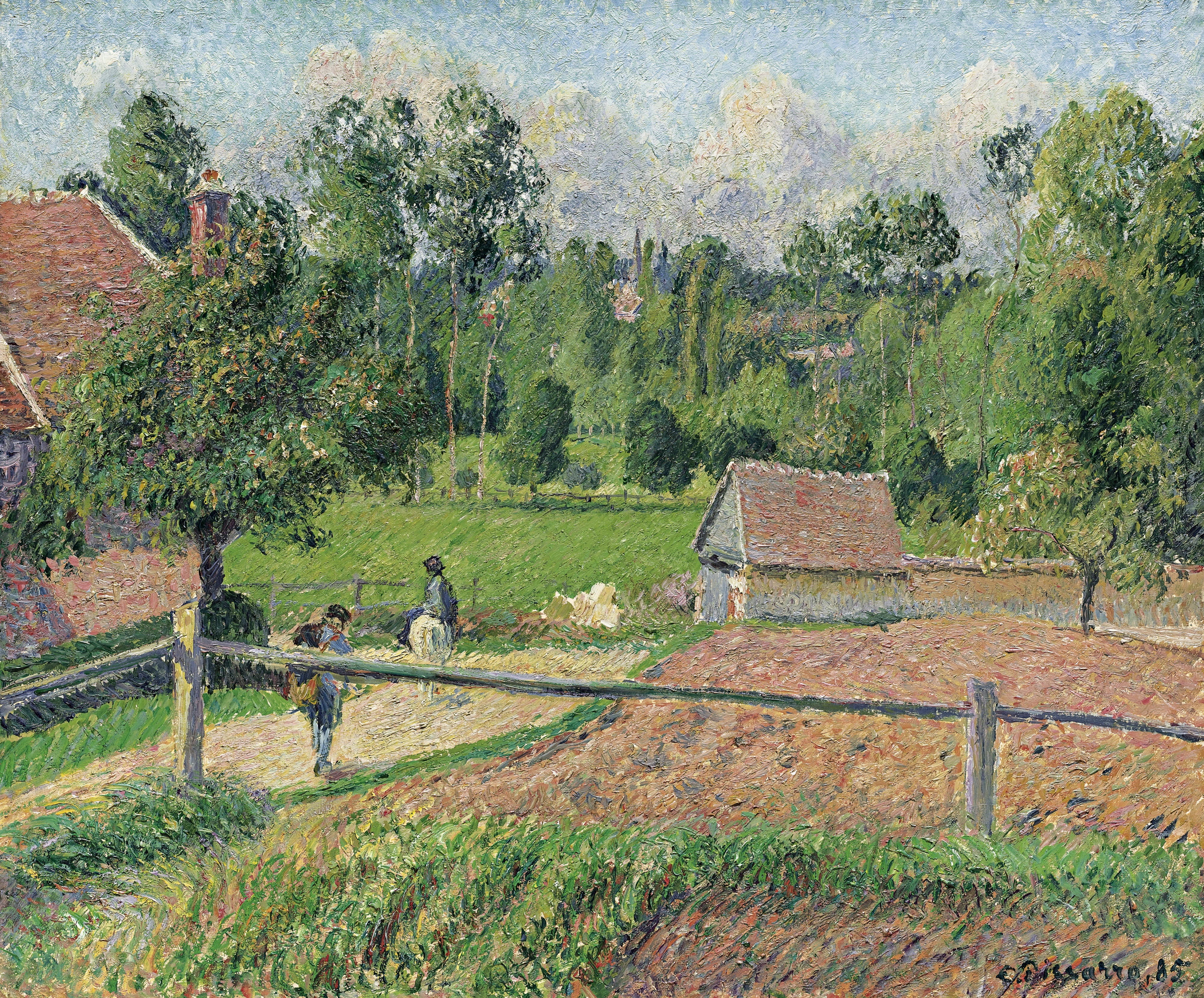
Каміль Піссарро. «Краєвид у вікні художника в Ераньї», 1885 р. Музей витончених мистецтв (Бостон)
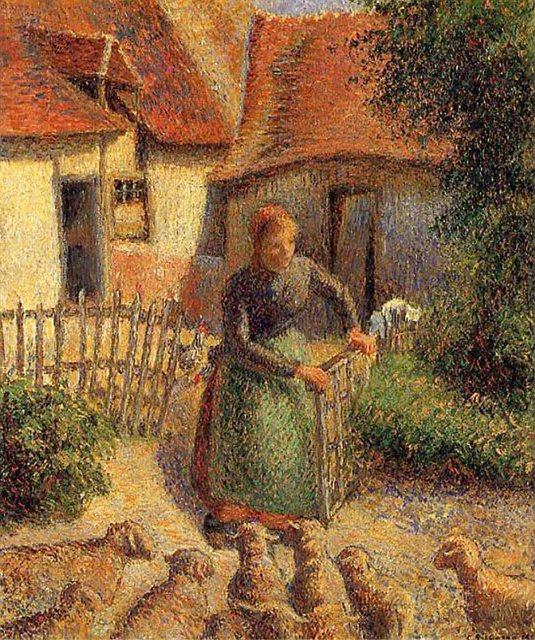
Каміль Піссарро. «Селянка з вівцями», 1886, Університет Оклахоми
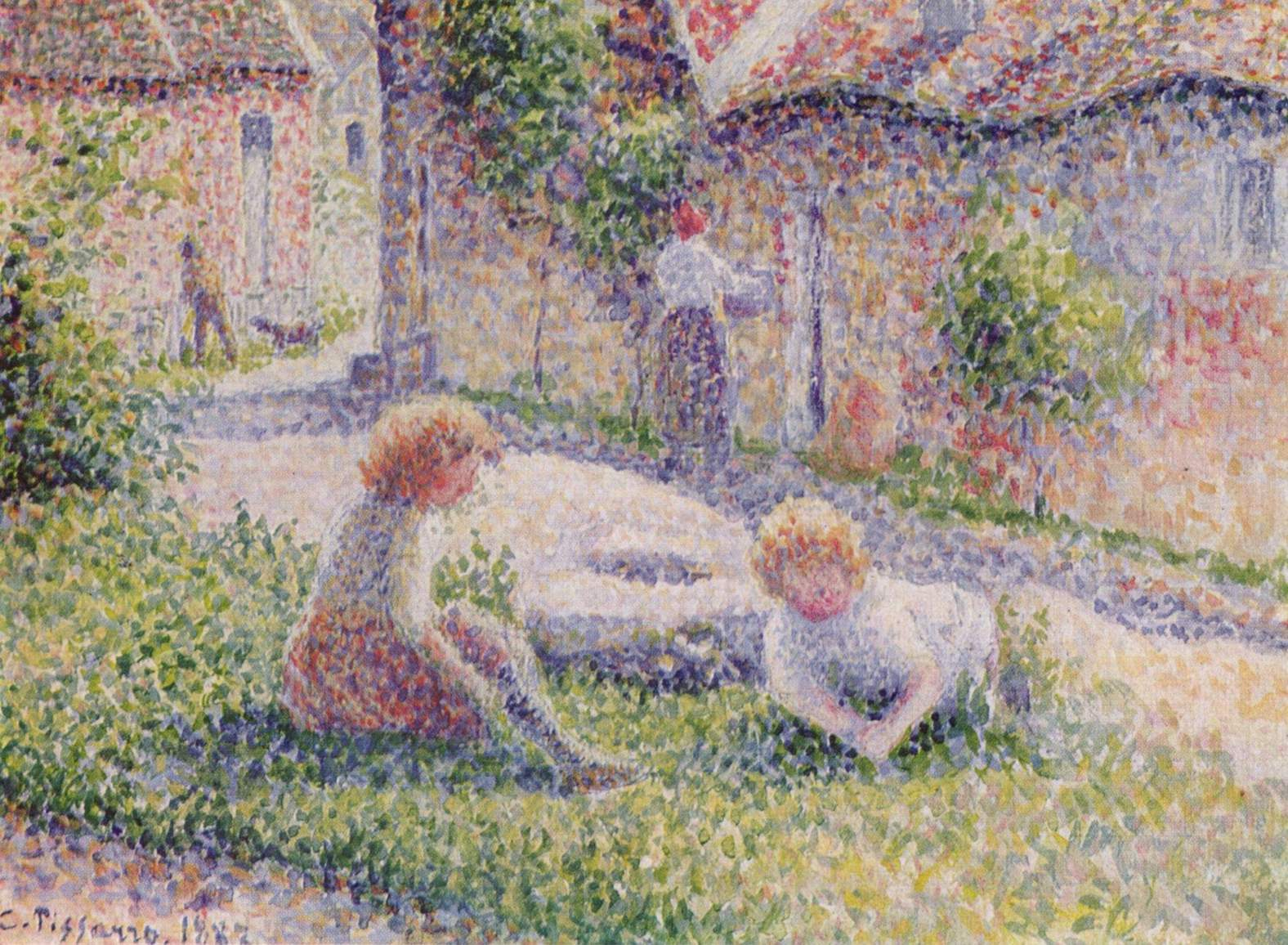
Каміль Піссарро. «Сільські діти», 1887,
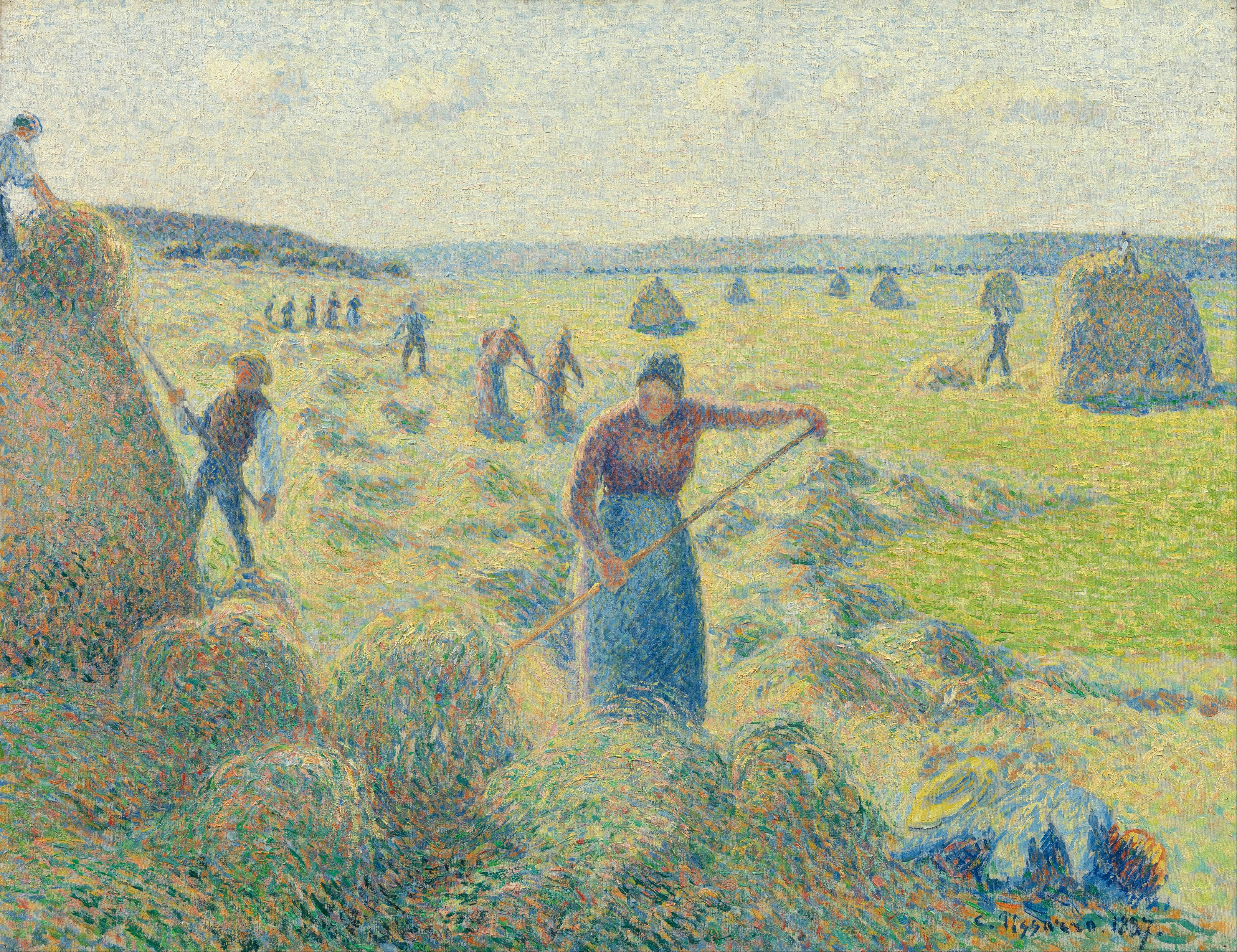
Каміль Піссарро. «Збори врожаю», 1887, Музей ван Гога.